# Svobodná demokratická strana
Svobodná demokratická strana (německy Freie Demokratische Partei, zkratka FDP) je německá liberální politická strana. Jejími voliči jsou tradičně střední třída a vzdělaní intelektuálové. Profiluje se středopravicově. Základními principy jejího programu jsou dle možnosti minimální zásahy státu do života občanů, nedotknutelné soukromé vlastnictví a volný trh.
Barvami strany jsou žlutá a modrá, které jsou považovány za symbol liberalismu.

## Historie strany

### Vznik a stranický vývoj FDP
FDP vznikla po druhé světové válce roku 1948 sloučením zemských liberálních stran západních okupačních zón Německa. Tyto strany byly založeny díky aktivitě bývalých členů Německé lidové strany (DVP) a Německé demokratické strany (DDP), které byly činné již v dobách Výmarské republiky. První předseda strany Theodor Heuss byl právě bývalým členem DDP. Strana vznikla pouze v západním Německu, protože ve východním Německu už od roku 1945 existovala stejnými skupinami vytvořená Liberálně demokratická strana Německa. Poté se strana podílela na většině vlád Západního Německa – jak za vlády CDU – CSU, tak i za vlády SPD. Po sjednocení Německa v roce 1990 se účastnila i vlád sjednocené země. Přestože ihned po sjednocení její potenciál jako koaličního partnera poklesl, tak se tato malá strana později stala důležitým koaličním partnerem velkých politických stran. FDP byla v letech 1949-1956, 1961-1966, 1969-1998 a opět od října 2009 zastoupena spolkovými ministry v koaličních vládách.
Od počátku roku 2011 začala strana prudce ztrácet oblibu u voličů, ale i u vlastních členů. V prosinci roku 2009 měla strana 71 812 členů, v prosinci roku 2011 už to bylo téměř o 9 tisíc členů méně, tedy pouze 63 416.

### Volby do Německého spolkového sněmu 2013
Ve volbách do Německého spolkového sněmu dne 22. září 2013 ztratila FDP velkou část svých dosavadních voličů, tedy lidí, kteří pro ni odevzdali tzv. druhý hlas. Se ziskem pouhých 4,8 % těchto hlasů v parlamentě nebyla poprvé po více než 60 letech vůbec zastoupena. Její frakce (klub) ve sněmu byla dne 7. října 2013 oficiálně rozpuštěna. Práci ztratilo více než 500 zaměstnanců frakce a osobních asistentů bývalých poslanců. Strana hledala nové vedení, jediným vážným kandidátem na předsedu celoněmecké strany byl dosavadní předseda ve spolkové zemi Severní Porýní-Vestfálsko, 33letý Christian Lindner. Po svém prvním úspěšném zvolení do úřadu celonárodního předsedy strany FDP a svém opětovném zvolení v roce 2017, přivedl stranu do volebního klání v roce 2017.

### Volby do Německého spolkového sněmu 2017
Ve volbách do Německého spolkového sněmu, jež se konaly dne 24. září 2017, se strana, na rozdíl od předchozích neúspěšných voleb v roce 2013, umístila pod vedením Christiana Lindnera se ziskem 10,7 % hlasů na čtvrtém místě. V přepočtu na volební křesla tak získala 80 poslanců.

### Volby do Německého spolkového sněmu 2021
Ve volbách do Německého spolkového sněmu v roce 2021 strana svůj zisk mírně navýšila, když získala 92 mandátů. Posléze se stala součástí vlády Olafa Scholze v rámci semaforové koalice. Předseda strany Christian Lindner se stal německým ministrem financí. V listopadu 2024 se však vláda rozpadla, strana FDP měla tou dobou navíc v průzkumech volebního mínění podporu pouhých asi 4 % obyvatel.

## Volební výsledky

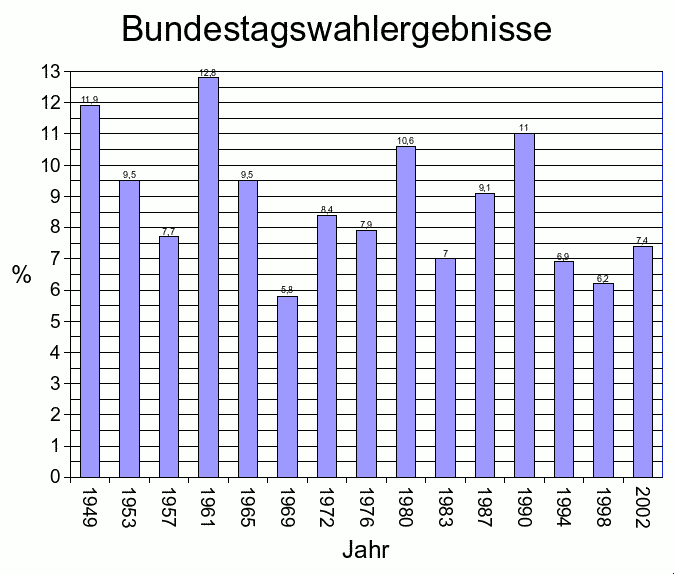
Volební výsledky FDP do spolkového sněmu v letech 1949–2002

### Parlamentní volby
| Volby | Počet hlasů | Hlasy v % | + / –  | Počet mandátů | + / - |
| ----- | ----------- | --------- | ------ | ------------- | ----- |
| 1949  | 2 829 920   | 11,9      | –      | 52            | -     |
| 1953  | 2 629 163   | 9,5       | ▼ -2,4 | 48            | ▼ -4  |
| 1957  | 2 307 135   | 7,7       | ▼ -1,8 | 41            | ▼ -7  |
| 1961  | 4 028 766   | 12,8      | ▲ +5,1 | 67            | ▲ +26 |
| 1965  | 3 096 739   | 9,5       | ▼ -3,3 | 49            | ▼ -18 |
| 1969  | 1 903 422   | 5,8       | ▼ -3,7 | 30            | ▼ -19 |
| 1972  | 3 129 982   | 8,4       | ▲ +2,6 | 41            | ▲ +11 |
| 1976  | 2 995 085   | 7,9       | ▼ -0,5 | 39            | ▼ -2  |
| 1980  | 4 030 999   | 10,6      | ▲ +2,7 | 53            | ▲ +14 |
| 1983  | 2 706 942   | 6,9       | ▼ -3,7 | 34            | ▼ -19 |
| 1987  | 3 440 911   | 9,1       | ▲ +2,2 | 46            | ▲ +12 |
| 1990  | 5 123 233   | 11,0      | ▲ +1,9 | 79            | ▲ +33 |
| 1994  | 3 258 407   | 6,9       | ▼ -4,1 | 47            | ▼ -32 |
| 1998  | 3 080 955   | 6,2       | ▼ -0,2 | 43            | ▼ -4  |
| 2002  | 3 537 466   | 7,4       | ▲ +1,1 | 47            | ▲ +4  |
| 2005  | 4 648 144   | 9,8       | ▲ +2,4 | 61            | ▲ +14 |
| 2009  | 6 313 023   | 14,6      | ▲ +4,8 | 93            | ▲ +32 |
| 2013  | 2 082 305   | 4,8       | ▼ -9,8 | 0             | ▼ -93 |
| 2017  | 4 997 178   | 10,7      | ▲ +5,9 | 80            | ▲ +80 |
| 2021  | 5 319 952   | 11,5      | ▲ +0,8 | 92            | ▲ +12 |

### Evropské volby
| Volby | Počet hlasů | Hlasy v % | + / –   | Počet mandátů | + / - |
| ----- | ----------- | --------- | ------- | ------------- | ----- |
| 1979  | 1 662 621   | 5,97      | –       | 4             | -     |
| 1984  | 1 192 624   | 4,8       | ▼ -1,17 | 0             | ▼ -4  |
| 1989  | 1 576 715   | 5,59      | ▬ +0,79 | 4             | ▲ +4  |
| 1994  | 1 442 857   | 4,07      | ▼ -1,52 | 0             | ▼ -4  |
| 1999  | 820 371     | 3,03      | ▼ -1,04 | 0             | ▬ ±0  |
| 2004  | 1 565 000   | 6,07      | ▲ +3,04 | 7             | ▲ +7  |
| 2009  | 2 887 331   | 10,97     | ▲ +4,9  | 12            | ▲ +5  |
| 2014  | 2 887 331   | 3,4       | ▼ -7,57 | 3             | ▼ -9  |
| 2019  | 2 028 353   | 5,4       | ▲ +2,0  | 5             | ▲ +2  |

## Předsedové strany
- Theodor Heuss 1948 – 1949
- Franz Blücher 1949 – 1954
- Thomas Dehler 1954 – 1957
- Reinhold Maier 1957 – 1960
- Erich Mende 1960 – 1968
- Walter Scheel 1968 – 1974
- Hans-Dietrich Genscher 1974 – 1985
- Martin Bangemann 1985 – 1988
- Otto Graf Lambsdorff 1988 – 1993
- Klaus Kinkel 1993 – 1995
- Wolfgang Gerhardt 1995 – 2001
- Guido Westerwelle 2001 – 2011
- Philipp Rösler 2011 – 2013
- Christian Lindner 2013 – dosud